# Nether Cerne
Nether Cerne est une paroisse civile et un village du Dorset, en Angleterre.